# Крашовани
Карашевци (Крашовани, Карашовани, Крашовање, Корошевци; рум. Caraşoveni, Cârşoveni, Cotcoreţi, Cocoşi) су јужнословенска етничка група, која претежно живи у Румунији, односно у жупанији Караш-Северин у румунском делу Баната, Живе у општинама Карашево и Лупак. Крашовани су већином католичке вероисповести, а говоре каршованским говором и сматрају се делом хрватског народа. Име су добили по реци Караш у Банату, која се помиње још 1285. године. Зато је исправнија старија варијанта назива — Карашовани.
У општини Карашево 93,12% становништва пријавило се да матерњи језик којим говоре је српски, 4,85% румунски, 2,03% неки други.
Крашовани су се у Банат доселили из Тимочке Крајине крајем 14. века.

## Демографија
Има их укупно око 5.000, од чега се већина изјашњава као Срби, а свега око 200 као посебна етничка групација.
У општини Карашево изјаснило 84,60% становништва као Срби, као Роми 4,47%, Румунима 4,41% и остали 0,49%. Према вероиповести већина становништва су римокатолици 92,54%. 

У општини Лупак се изјаснило 93,38% становништва као Срби, као Румуни 5,32%, Немци 0,52%, Роми 0,23% и остали 0,48%. Према вероиповести већина становништва су римокатолици 95,3%.

## Историја и порекло
Подручје које насељавају Крашовани је било и раније настањено становништвом словенског порекла. Насељавање Крашована је извршено из области око реке Тимок, српско становништвом које је са собом донело торлачки говор. Неки Крашовани тврде да су насељени из области Туропоље, а да су после изгубили првобитни кајкавски и променили дијалект. Неки чак тврде да су Крашовани бугарског порекла, али су све сличне спекулације незасноване у историји и лингвистици. Многи сматрају Крашоване католичким Србима.
Аустријски царски ревизор Ерлер је у свом извештају из 1776. године констатовао да у месту Карашова и још шест околних села становништво је српско, али римокатоличке вере. Мислио је на етничку групу Крашована, који су име добили по свом средишту Карашову.
По Ивану Иванићу који је објавио књигу о Шокцима: „И у Банату има Шокаца, који се зову Крашовани, а станују у Крашо-Северинској жупанији. Има их до 20.000 душа. Иако су у мору туђинштине румунске ипак су очували свој српски језик. Необично су лепа соја, јаки људи. Баве се ратарством и баштованством.”
Њихова селидба се историјски смешта негде око 1370. године када становништво бежи од турског погрома. Премоћ римокатолицизма у новој домовини, Угарском краљевству под чијом влашћу је Банат, утиче на религиозну опредељеност овог изолованог корпуса торлачких говорника и они се покрштавају.
По попису из 1896. године живели су Крашовани, њих 7692, у следећим ердељским местима: Крашово (3310), Јаблча (503), Нермет (673), Лупан (876), Рафник (726), Водник (473) и Клокотић (1131). То су католици од старине, пореклом из Турског царства. Њихов говор је проучио бугарски филолог Љубомир Милетић и закључио да су то ипак Срби католици. То су вероватно потомци народа „из Новобрдског краја” где су Срби католици имали своју епископију, одакле су се и исељавали у половини XV века. За време док је Рудник држао Никола Алтомановић 1372. године, хтели су фрањевци ту да заснују свој манастир.

## Језик
Језик којим говори ова невелика скупина је некарактеристичан за Банат, односно за Србе који живе у овом делу Баната и који говоре екавском варијантом штокавског дијалекта. Они говоре у Банату чистим косовско-ресавским дијалектом, и по пореклу су православни Срби.
Говор је најсроднији говору Срба из Свињице. Главне карактеристике су;
- очувани рефлекс полугласа, као друге вредности се јављају гласови е и а, а местимично се јавља и глас и
- под нагласком се чува затворено е, а изван нагласка је јат обично дао и
- глас е и предњи назал су се спојили у отворено е
- чува се самогласно л, при чему се често испред њега развија полуглас
- на крају речи се такође чува самогласно л
- чувају се меки палатални плозиви тј и дј
- делимично јотовање лабијала (с'бље), али не и у трпном придеву (димено)
- африкати ч и џ се изговарају умекшано
- глас џ  се чува ретко на почетку речи испред вокала
- јавља се африкат dz, обично у почетној групи
- чува се и гласовни скуп -ст који није претрпео промену у звучности нпр. грост (грозд)
- чува се ч испред р, уз развијање секундарног вокала нпр. черешње (трешње), черево (црево), чрн (црн)
- постоји само један акценат, стари кратки нагласак који је повучен с последњег слога
- инструментал једнине мушког и средњег рода има архаичан наставак -ам
- користи се католичка номенклатура у духовном речнику због утицаја свештеника из Хрватске (нпр. криж уместо крст), мада није неуобичајено наћи и очувану православну номенклатуру

## Верски обичаји
Они су између два светска рата прослављали црквене празнике: Ђурђевдан, Св. Илију, Св. Петку и друге, и то по православном календару. Они су и у 17. веку држали старог тј. православног календара. Крашовани као и православни Срби славе крсну славу, а они кажу "славење" или "славање".

## Познате личности
- Тодор Бирта, српски трговац
- Мартин Филипон, српски адвокат, политичар и национални радник
- Франчиск Ђураса, румунски адвокат
- Михај Радан, румунски политичар и професор
- Михај Радан, румунски лингвиста
- Слободан Гера, румунски политичар